# Roger d'Amory
Roger d'Amory, eerste baron d'Amory (overleden te Tutbury op 13 of 14 maart 1322) was een Engelse edelman en hoveling van koning Eduard II.

## Levensloop

### Herkomst
Roger d'Amory was een jongere zoon van Sir Robert d'Amory, die in Oxfordshire, Buckinghamshire en Somerset verschillende landerijen bezat. Zijn vader stierf omstreeks 1285. Ondanks de relatief omvangrijke bezittingen van zijn familie bleef hij als jongere zoon een arme ridder zonder land, terwijl zijn oudere broer Richard d'Amory alle bezittingen van zijn vader erfde.

### Gunsteling van de koning
Vanaf 1309 maakte hij deel uit van het gevolg van Gilbert de Clare, de machtige graaf van Gloucester en Hertford, en vermoedelijk vocht hij in 1314 aan diens zijde in de Slag bij Bannockburn. Ondanks de Engelse nederlaag en het feit dat Gilbert de Clare sneuvelde, beloonde koning Eduard II hem voor zijn dapperheid met grondbezit, waardoor hij een jaarlijks inkomen van 100 mark verwierf. Mogelijk gebeurde dit onder impuls van zijn broer Richard, die sinds 1311 Lord Stewart van de Koninklijke Huishouding was. In ieder geval betekende dit het begin van zijn steile carrière aan het hof. 
In december 1314 werd hij constable van het kasteel van Knaresborough in Yorkshire. Vanaf januari 1315 diende hij als ridder in de koninklijke huishouding en de volgende jaren kreeg hij van de koning talrijke geschenken, landgoederen en geld. Vanaf eind 1316 was hij de aanvoerder van een groep hovelingen, waartoe ook Hugh le Despenser de Jongere en Hugh de Audley behoorden, die als koninklijke gunstelingen veel invloed op Eduard II hadden. Het hoogtepunt van zijn carrière bereikte hij in april 1317, toen hij de toestemming kreeg om te huwen met Elisabeth de Clare (1295-1360), een nicht van de koning die als tweemaal weduwe was geworden en ook mede-erfgename van haar broer Gilbert de Clare was. Door dit huwelijk werd d'Amory een rijke grondbezitter. Op 24 november 1317 werd hij als baron d'Amory voor het eerst naar het Parlement van Engeland geroepen.
D'Amory gold als de meest hebzuchtige gunsteling aan het hof. Engeland bevond zich in die tijd in zware crisis, na de nederlaag in de oorlog tegen de Schotten en de hongersnood van 1315-1317. Het nepotisme van de Engelse koning versterkte de positie van de adellijke oppositie onder leiding van graaf Thomas van Lancaster. De vijandigheid van Lancaster tegenover de gunsteling zou tot 1319 de Engelse politiek domineren. In oktober 1317 bezette Lancaster de koninklijke burchten van Knaresborough en Alton in Staffordshire, die beiden beheerd werden door d'Amory. Later beschuldigde hij d'Amory ervan dat hij hem naar het leven stond. In november 1317 schreven Aymer de Valence en Bartholomew de Badlesmere, die tot de gematigde strekking van de edelen gerekend werden, hem een brief waarin ze hem aanraadden om bescheiden te zijn in het aanvaarden van koninklijke donaties. In augustus 1318 werd met het Verdrag van Leake vrede gesloten tussen Lancaster en de koninklijke gunstelingen. Ook d'Amory en Lancaster hadden zich inmiddels verzoend.

### Van gunsteling tot rebel
Na het Verdrag van Leake werd zijn positie aan het hof in gevaar gebracht door Hugh le Despenser de Jongere, die in 1318 koninklijk kamerheer was geworden en steeds meer invloed op de koning kreeg. Despenser was gehuwd met Eleonora de Clare, ook een erfgename van de omvangrijke bezittingen van de familie de Clare. Hij probeerde zonder genade zijn aandeel in de erfenis te vergroten, wat hem de vijandigheid van Roger d'Amory en Hugh de Audley opleverde. Beiden sloten zich begin 1321 aan bij de Despenser War, een opstand van de edelen in de Welsh Marches tegen Hugh le Despenser de Jongere. 
In juni 1321 was d'Amory in Sherburn, waar Thomas van Lancaster probeerde om een coalitie van edelen te vormen tegen Despenser en koning Eduard II. Toen het eind 1321 tot nieuwe gewapende conflicten kwam tussen de koning en de rebellerende edelen, bezette d'Amory in januari 1322 Worcester. Nadat de meeste Welshe edelen zich hadden overgegeven, vluchtte hij samen met Hugh de Audley naar Pontecraft. Ook verdedigde hij het kasteel van Tutbury tegen de koninklijke troepen. Na de Slag bij de Brug van Burton veroverden koninklijke troepen de burcht en werd de zwaargewonde d'Amory gevangengenomen. Zijn landerijen werden geconfisqueerd en koning Eduard II liet hem op 13 maart 1322 als verrader ter dood veroordelen, maar d'Amory overleed nog voor de executie uitgevoerd kon worden in de nabijgelegen priorij van Tutbury. Hij werd bijgezet in Ware in Hertfordshire.

## Nakomelingen
Roger d'Amory en zijn echtgenote Elisabeth de Clare hadden een dochter:
- Elizabeth d'Amory (1318-1360), huwde met baron John Bardolf